# Elwendia fedtschenkoana
Elwendia fedtschenkoana är en växtart i släktet Elwendia och familjen flockblommiga växter.
Arten är endemisk i södra Turkmenistan. Den beskrevs av Jevgenij Korovin och Rudolf V. Kamelin som Bunium fedtschenkoanum, och fick sitt nu gällande namn av Michail Pimenov och Jevgenij Kljujkov..